# Daniel Day-Lewis
Daniel Michael Blake Day-Lewis (rođen 29. travnja 1957.), je bivši britanski glumac. Rođen u Londonu, 1993. je postao irski državljanin.
Nakon studija u kazališnoj školi Bristol Old Vic, Day-Lewis je nastupio u brojnim predstavama i filmovima koji su mu donijeli tri Oscara, dvije BAFTA nagrade i jedan Zlatni globus. U sredini svoje karijere je postao poznat kao jedan od najizbirljivijih glumaca u filmskoj industriji, a poznat je i po specifičnom uživljavanju u lik koji glumi.

## Rani život
Day-Lewis je sin pokojnog britanskog pjesnika Cecila Day-Lewisa. Njegova majka, koja dolazi iz židovske obitelji, je glumica Jill Balcon, kćer sir Michaela Balcona, bivšeg čelnika filmskog studija Ealing. Dvije godine nakon njegova rođenja u Londonu, obitelj Day-Lewis se preselila u Croom's Hill, Greenwich gdje je Daniel i odrastao zajedno sa svojom starijom sestrom, Tamasin Day-Lewis, koja je kasnije postala glasovita redateljica dokumentaraca. Cecil Day-Lewis je po sinovu rođenju već imao 53 godine i činilo se da se slabo interesira za svoju djecu. Nakon čestih zdravstvenih problema, umro je kad je Danielu bilo 15 godina. Daniel se osjećao emocionalno nesiguran te žalio što nije bio bliži s ocem.
Živeći u Greenwichu, Day-Lewis se prirodno okružio siromašnim klincima iz Južnog Londona, a kako je smatran "otmjenim" Židovom, često je bio predmet školskog zlostavljanja. Vrlo brzo je svladao lokalni naglasak i manirizme - za koje vjeruje da su mu bile prve uloge koje je odigrao.
1968., smatrajući ga "predivljim", roditelji su ga poslali u internat Sevenoaks u Kent. Iako je osjećao odvratnost prema školi, tu se upoznao sa svoja dva najpoznatija zanimanja, drvenarijom i glumom. Debitirao je u Cry, The Beloved Country noseći tešku šminku u ulozi malog crnca. Dok je njegov prijezir prema školi rastao, u 14. godini je ostvario svoj filmski debi u filmu, Nedjelja, prokleta nedjelja u kojem je igrao vandala u manjoj ulozi. To iskustvo opisao je "božanstvenim", zato što je dobio 2 funte da uništi skupocjeni auto parkiran ispred lokalne crkve. Nakon dvije godine u Sevenoaksu, Daniel se preselio u Bedales School u Petersfield.
Napustivši Bedales 1975., njegovo neposlušno ponašanje je splasnulo jer je morao odlučiti o izboru karijere. Iako se isticao na pozornici u Nacionalnom kazalištu mladih, odlučio je postati stolar i prijavio se za petgodišnje šegrtovanje. Međutim, odbijen je zbog neiskustva. Tada se prijavio na Bristol Old Vic Theatre School, koju je pohađao tri godine, na kraju i sam nastupavši u njoj.

## Karijera

### 1980-te
Jedanaest godina nakon svojeg filmskog debija, Day-Lewis je nastavio svoju filmsku karijeru malom ulogom u  Gandhiju (1982. ) kao Colin, ulični nasilnik koji zlostavlja glavnog junaka, samo kako bi ga odmah kaznila njegova nervozna majka. 1984. se pojavio u sporednoj ulozi u  Bountyju kao konfliktni, ali odani prvi časnik, nakon čega se pridružio Kraljevskoj šekspirijanskoj družini, glumeći Romea u Romeu i Juliji.
Nakon toga je glumio "Grofa" u kazališnoj produkciji Drakule gdje se pojavio s plavom kosom. Poslije je pustio kosu kako bi dočarao "punk izgled" kad je glumio polovicu homoseksualnog bi-rasnog para u My Beautiful Laundrette. Day-Lewis još je više pažnje privukao potpuno drugačijom ulogom u  Sobi s pogledom (1986.), u kojoj je glumio jalovog i imućnog zaručnika glavne junakinje (koju glumi Helena Bonham Carter).
1987. je nastupio u glavnoj ulozi u  Nepodnošljivoj lakoći postojanja Philipa Kaufmana, s Lenom Olin i Juliette Binoche, kao  češki liječnik čiji se hiperaktivni i čisto fizički seksualni život uruši nakon što dopusti sebi da se emocionalno poveže sa ženom. Tijekom osmomjesečnog snimanja je naučio češki.
Day-Lewisova vlastita verzija "metodične glume" došla je do punog izražaja 1989. s ulogom Christyja Browna u filmu  Jima Sheridana, Moje lijevo stopalo, za koju je dobio brojne nagrade, uključujući Oscar za najboljeg glavnog glumca. Tijekom snimanja je pokazao izuzetnu ekscentričnost jer nije želio promijeniti svoj lik.
Glumeći paraliziranog junaka na filmu, Day-Lewisa su i na setu morali voziti u kolicima, a članovi ekipe su često prigovarali što ga moraju nositi, samo da bi se mogao uživjeti u sve aspekte života Christyja Browna. Tijekom snimanja je slomio dva rebra jer je kroz nekoliko tjedana poprimio pogrbljenu poziciju u kolicima.
Vratio se na kazališne daske kako bi radio s Richardom Eyreom, kao Hamlet u Nacionalnom kazalištu, ali se srušio usred scene u kojoj se duh Hamletova oca prvi put ukazuje sinu. Počeo je nekontrolirano jecati i odbio otići iza pozornice; njegov zamjenik Jeremy Northam završio je ono malo što je ostalo od produkcije. Proširila se glasina da se srušio zato što je vidio duha vlastitog oca, iako je službeno priopćeno da se to dogodilo zbog iscrpljenosti. U talk-showu Parkinson na ITV-u je potvrdio da je ova glasina bila točna. Otada se nije pojavljivao u kazalištu.

### 1990-te
1992., tri godine nakon osvojenog Oscara, objavljen je  Posljednji Mohikanac. Dobro je poznata postala priča o njegovu istraživanju za ovaj film; navodno se podvrgnuo rigoroznom treningu i naučio živjeti u zemlji i šumi gdje je njegov lik živio, kampirao i lovio. Čak je cijelo vrijeme nosio puški Kentucky kako bi se uživio u lik i naučio oderati kožu životinjama.
Iako mu je film vratio staru slavu, Day-Lewis je volio manje "holivudske" filmove kao što je Doba nevinosti s Michelle Pfeiffer redatelja  Martina Scorsesea. Poslije toga je započeo novu suradnju s Jimom Sheridanom na filmu U ime oca, u kojem je glumio Gerryja Conlona, jednog od četvorice ljudi koji su pogrešno osuđeni za bombaški napad koji je izvela IRA. Za ulogu je dosta smršavio, zadržao svoj sjeverno-irski naglasak na i izvan seta tijekom cijelog snimanja, a dosta vremena je provodio u zatvorskoj ćeliji. Čak je inzistirao da ga članovi ekipe poliju hladnom vodom i verbalno vrijeđaju. Film mu je donio drugu nominaciju za Oscara, treću nominaciju za BAFTA-u i drugu za Zlatni globus.
1996. je nastupio u filmskoj verziji  Vještica iz Salema temeljenoj na komadu  Arthura Millera, s  Winonom Ryder. Slijedio je  Boksač Jima Sheridana, u kojem je glumio bivšeg boksača i člana IRA-e nedavno puštenog iz zatvora. Kako bi se pripremio, trenirao je šest mjeseci s bivšim svjetskim prvakom Barryjem McGuiganom.
Nakon Boksača, Day-Lewis se povukao iz glume i otišao u "polumirovinu" i vratio se svojoj staroj strasti - drvenariji. Preselio se u  Firencu, u  Italiju, gdje ga je zaintrigirao postolarski zanat, pa je neko vrijeme radio kao šegrt.

### 2000-te
Nakon tri godine stanke, Day-Lewisa su glumi vratili Martin Scorsese (s kojim je radio na Doba nevinosti) i Harvey Weinstein kako bi glumio (s  Leonardom DiCapriom) vođu bande, "Billa Mesara" (koji, ironično, iz dna duše mrzi Irsku i Irce), u  Bandama New Yorka. Dugi proces pripreme započeo je šegrtovanjem u mesnici. Posvećenost ulozi umalo mu je ugrozila život kad mu je tijekom snimanja dijagnosticirana upala pluća. Odbio je nositi topliji kaput ili liječiti se jer se to nije poklapalo s tim periodom. Međutim, nagovorili su ga da potraži liječničku pomoć. Osim toga, između snimanja je često slušao Eminemove pjesme kako bi se uživio u samodopadljivi lik koji je glumio. Njegova izvedba u Bandama New Yorka donijela mu je treću nominaciju za Oscara, a osvojio je BAFTA nagradu za najboljeg glumca. U to vrijeme se zakleo da će mu to biti posljednji film.
Međutim, to nije bio slučaj. Kad mu je supruga, redateljica Rebecca Miller, ponudila glavnu ulogu u svojem filmu Priča o Jacku i Rose, u kojem je glumio umirućeg čovjeka koji žali nad svojim životom i nad tim kako je odgojio svoju kćer tinejdžericu. Tijekom snimanja se dogovorio da živi odvojeno od žene kako bi postigao 'izolaciju' potrebnu da se usredotoči na stvarnost svog lika. Film je zaradio podijeljene kritike, dok je Day-Lewis za svoju izvedbu pobrao samo pohvale.
2007. se pojavio u ekranizaciji romana Nafta! Uptona Sinclaira, nazvanoj Bit će krvi redatelja Paula Thomasa Andersona. Day-Lewis je za ulogu osvojio Oscara za najboljeg glumca, BAFTA-u za najboljeg glumca, Zlatni globus za najboljeg glumca u drami, nagradu Ceha filmskih glumaca (koju je posvetio preminulom glumcu Heathu Ledgeru), te nagradu kritičara. 
Za naslovnu ulogu u povijesnome spektaklu Stevena Spielberga Lincoln 2013. godine osvojio je svoj drugi Zlatni globus za najboljeg glumca u drami, četvrtu nagradu BAFTA, a uloga mu je donijela i trećeg Oscara za najboljeg glavnog glumca čime je postao prvi glumac u povijesti koji je osvojio tri nagrade u toj kategoriji.

## Privatni život
Day-Lewis rijetko govori o svom privatnom životu. Bio je u vezi s  francuskom glumicom Isabelle Adjani. Veza je trajala šest godina, završila je kad je Adjani Day-Lewisu, navodno faksom, objavila da je trudna. Gabriel-Kane Day Lewis rođen je 1995. u New Yorku, mjesecima poslije nakon što je veza između dvoje glumaca završila.
1996., dok je radio na filmskoj verziji kazališnog komada Vještice iz Salema, posjetio je dom dramatičara  Arthura Millera gdje je upoznao piščevu kćer, Rebeccu Miller. Zaljubili su se i vjenčali prije objavljivanja filma. Par ima dva sina, Ronana (rođenog 14. lipnja 1998.), i Cashela (rođenog u svibnju 2002.).

## Nagrade i nominacije

### Oscari
Najbolji glumac
- osvojio: Moje lijevo stopalo (1990.)
- nominiran: U ime oca (1994.)
- nominiran: Bande New Yorka (2003.)
- osvojio: Bit će krvi (2008.)
- osvojio: Lincoln (2013.)
- nominiran: Phantom Thread (2018.)

### BAFTA nagrade
Najbolji glavni glumac
- osvojio: Moje lijevo stopalo (1990.)
- nominiran: Posljednji Mohikanac (1993.)
- nominiran: U ime oca (1994.)
- osvojio: Bande New Yorka (2003.)
- osvojio: Bit će krvi (2008.)
- osvojio: Lincoln (2013.)
- nominiran: Phantom Thread (2018.)

### Zlatni globusi
Najbolji glumac u drami
- nominiran: Moje lijevo stopalo (1990.)
- nominiran: U ime oca (1994.)
- nominiran:  Boksač (1998.)
- nominiran: Bande New Yorka (2003.)
- osvojio: Bit će krvi (2008.)
- osvojio: Lincoln (2013.)
- nominiran: Phantom Thread (2018.)

## Filmografija
| Godina | Naslov                          | Uloga                        | Bilješke |
| ------ | ------------------------------- | ---------------------------- | --- |
| 1971.  | Nedjelja, prokleta nedjelja     | Mladi vandal                 | nepotpisan |
| 1982.  | How Many Miles to Babylon?      | Alex                         | |
| 1982.  | Frost in May (TV)               | Archie Hughes-Forret         | |
| 1982.  | Gandhi                          | Colin                        | |
| 1984.  | Bounty                          | John Fryer                   | |
| 1985.  | My Brother Jonathon (TV)        | Jonathan Dakers              | |
| 1985.  | Moja lijepa praonica            | Johnny                       | |
| 1985.  | Soba s pogledom                 | Cecil Vyse                   | |
| 1988.  | Nepodnošljiva lakoća postojanja | Tomas                        | |
| 1988.  | Stars and Bars                  | Henderson Dores              | |
| 1989.  | Eversmile, New Jersey           | Dr. Fergus O'Connell         | |
| 1989.  | Moje lijevo stopalo             | Christy Brown                | Oscar za najboljeg glavnog glumca BAFTA za najboljeg glumca Nominacija za Zlatni globus za najboljeg glumca u drami                 |
| 1992.  | Posljednji Mohikanac            | Oko sokolovo (Nathaniel Poe) | Nominacija za BAFTA-u: Najbolji glumac                                                                                              |
| 1993.  | Doba nevinosti                  | Newland Archer               | |
| 1993.  | U ime oca                       | Gerry Conlon                 | Nominacija za Oscar: Najbolji glumac Nominacija za BAFTA-u: Najbolji glumac Nominacija za Zlatni globus za najboljeg glumca u drami |
| 1996.  | Vještice iz Salema              | John Proctor                 | |
| 1997.  | Boksač                          | Danny Flynn                  | Nominacija za Zlatni globus za najboljeg glumca u drami                                                                             |
| 2002.  | Bande New Yorka                 | Bill "The Butcher" Cutting   | Nominacija za Oscar: Najbolji glumac BAFTA nagrada za glumca Nominacija za Zlatni globus za najboljeg glumca u drami                |
| 2005.  | Priča o Jacku i Rose            | Jack Slavin                  | |
| 2007.  | Bit će krvi                     | Daniel Plainview             | Oscar za najboljeg glavnog glumca Zlatni globus za najboljeg glumca u drami BAFTA za najboljeg glumca                               |

## Vanjske poveznice
- Daniel Day-Lewis u internetskoj bazi filmova IMDb-u (engl.)
- Biografija
- DD-L: A Celebration of Daniel Day-Lewis (Fan-stranica)
- Intervju u New York Timesu.